# Grand Prix d'Isbergues 2006
Il Grand Prix d'Isbergues 2006, sessantesima edizione della corsa e valida come evento dell'UCI Europe Tour 2006, si svolse il 17 settembre 2006, per un percorso totale di 202,5 km. Fu vinto dal francese Cédric Vasseur che giunse al traguardo con il tempo di 4h38'10" alla media di 43,679 km/h.
Al traguardo 109 ciclisti portarono a termine il percorso.

## Ordine d'arrivo (Top 10)
| Pos. | Corridore           | Squadra         | Tempo    |
| ---- | ------------------- | --------------- | -------- |
| 1    | Cédric Vasseur      | Quick Step      | 4h38'10" |
| 2    | Philippe Gilbert    | F. des Jeux     | s.t.     |
| 3    | Frédéric Guesdon    | F. des Jeux     | a 1'45"  |
| 4    | Jens Renders        | Ch. Jacques     | a 1'49"  |
| 5    | Sergej Lagutin      | Navigators Ins. | s.t.     |
| 6    | Matthé Pronk        | Unibet.com      | a 1'53"  |
| 7    | Aleksandr Bočarov   | Crédit Agricole | s.t.     |
| 8    | Jurgen Van de Walle | Quick Step      | s.t.     |
| 9    | Johan Vansummeren   | Davitamon       | s.t.     |
| 10   | Cédric Hervé        | Bretagne        | s.t.     |